# Glen Eira City
Glen Eira City is een Local Government Area (LGA) in Australië in de staat Victoria. Glen Eira City telt 123.567 inwoners. De hoofdplaats is Caulfield.